# The Mollusk
The Mollusk es el sexto álbum de estudio de la banda estadounidense de rock alternativo Ween, que fue editado en el año 1997 por medio del sello discográfico Elektra.
El álbum mezcla influencias de géneros como el rock progresivo, la psicodelia y el folk, y ha sido descrito como un álbum conceptual con una temática náutica. El arte de tapa del álbum fue diseñado por Storm Thorgerson, quien es más conocido por diseñar las portadas de varios álbumes de Pink Floyd. Al igual que la mayoría de los álbumes del dúo, The Mollusk fue producido por Andrew Weiss.
The Mollusk fue recibido positivamente por la crítica, llegando a ser considerado como uno de los mejores álbumes editados en 1997 y como el mejor álbum de la banda. Uno de los integrantes del dúo, Mickey Melchiondo (Dean Ween), afirmó en una entrevista que The Mollusk es su álbum favorito de su banda.
El álbum llegó al puesto 189 de la lista de Billboard 200 y al número 5 de la lista Heatseekers.

## Historia
Luego de la edición de Chocolate and Cheese (de 1994), Gene y Dean Ween buscaron retornar al estilo "casero" de grabación de sus primeros álbumes, por lo que rentaron una casa en la playa de Holgate, Nueva Jersey, en la que planeaban grabar The Mollusk, que originalmente iba a ser el sucesor de Chocolate and Cheese. Sin embargo, luego de escribir algunas canciones de country, decidieron ir a Nashville, en donde grabaron un álbum dedicado al género titulado 12 Golden Country Greats con la presencia de reconocidos músicos de country de la escena local. Posteriormente, la casa de la playa se inundó debido a una rotura de cañería, por lo que debieron rescatar cintas y equipamiento de la misma y continuar la grabación de The Mollusk en otros seis lugares.

## Estilo
En The Mollusk, el dúo experimenta con una serie de géneros y estilos musicales como rock progresivo, rock psicodélico, folk, country, polka, musicales de Broadway, sea shanties, música irlandesa y new wave. El sonido del álbum ha recibido comparaciones con bandas de rock progresivo de los años 70 como Pink Floyd, Emerson, Lake & Palmer y The Moody Blues. El álbum presenta un mayor uso de teclados y sintetizadores. En una entrevista, Mickey Melchiondo comparó al material del álbum con Pink Floyd y Donovan. Por su parte, el crítico de Allmusic Stephen Thomas Erlewine comparó a la canción "She Wanted To Leave" con el estilo del compositor de folk Richard Thompson.
Las canciones del álbum tratan temáticas náuticas, por lo que muchos críticos lo consideran un álbum conceptual. Según Melchiondo, The Mollusk es un álbum conceptual en aproximadamente un 75%, ya que no sigue una historia. Una reseña de Rolling Stone describe a The Mollusk como "un satírico (y curiosamente sutil) pastiche del paisaje musical actual".

## Influencia
"The Mollusk" fue una influencia directa en la creación de la serie de televisión animada Bob Esponja. Stephen Hillenburg, el creador del programa, se puso en contacto con la banda poco después del lanzamiento del álbum y le pidió que escribieran una canción para el show que luego se convirtió en "Loop de Loop". La pista "Ocean Man" se reproduce durante los créditos finales de Bob Esponja: la película.

## Lista de temas
1. "I'm Dancing in the Show Tonight" − 1:55
2. "The Mollusk" − 2:36
3. "Polka Dot Tail" − 3:19
4. "I'll Be Your Jonny on the Spot" − 2:00
5. "Mutilated Lips" − 3:48
6. "The Blarney Stone" − 3:14
7. "It's Gonna Be (Alright)" − 3:18
8. "The Golden Eel" − 4:03
9. "Cold Blows the Wind" − 4:27
10. "Pink Eye (On My Leg)" − 3:12
11. "Waving My Dick in the Wind" − 2:11
12. "Buckingham Green" − 3:18
13. "Ocean Man" − 2:07
14. "She Wanted to Leave (Reprise)" − 4:25